# タシュケント州
座標: 北緯41度10分 東経69度45分 / 北緯41.167度 東経69.750度
タシュケント州（ウズベク語: Toshkent viloyati、ロシア語: Ташкентская область）は、ウズベキスタンの地方行政区画。ウズベキスタンの北東部に位置し、シルダリヤ州、ナマンガン州のほか、カザフスタン、キルギス、タジキスタンに隣接する。

## 概要
タシュケント州は15の地区に分けられる。州都はタシュケントであるが、ウズベキスタンの首都でもある同市の行政は、州の行政と別に行われている。主要都市として、アングレン、アルマリク、アハンガラン、ベカバード、チルチク、ガザルケント、ケレス、パルケント、トイテパ、ヤンギアーバード、ヤンギユルがある。
気候は典型的な大陸性気候である。主要な農業生産物は、灌漑農業による綿花、麻のほか、穀物、メロン、ヒョウタン、柑橘類などである。
銅、褐炭、モリブデン、亜鉛、金、銀、希土類、天然ガス、石油、硫黄、石灰岩、花崗岩などの天然資源を産出する。タシュケント州は、全国で最も工業化が進んだ州であり、エネルギー生産、鉱業、冶金業、肥料、化学製品、電子機器、織物、綿の洗浄、食品、履物の生産が行われている。
州内の鉄道の総延長は360km、舗装道路の総延長は3771kmに達する。また、中央アジアのハブ空港となっているタシュケント国際空港を有する。
州内のチャトカル国立公園は、美しい山と森で有名である。

## 地方行政区画

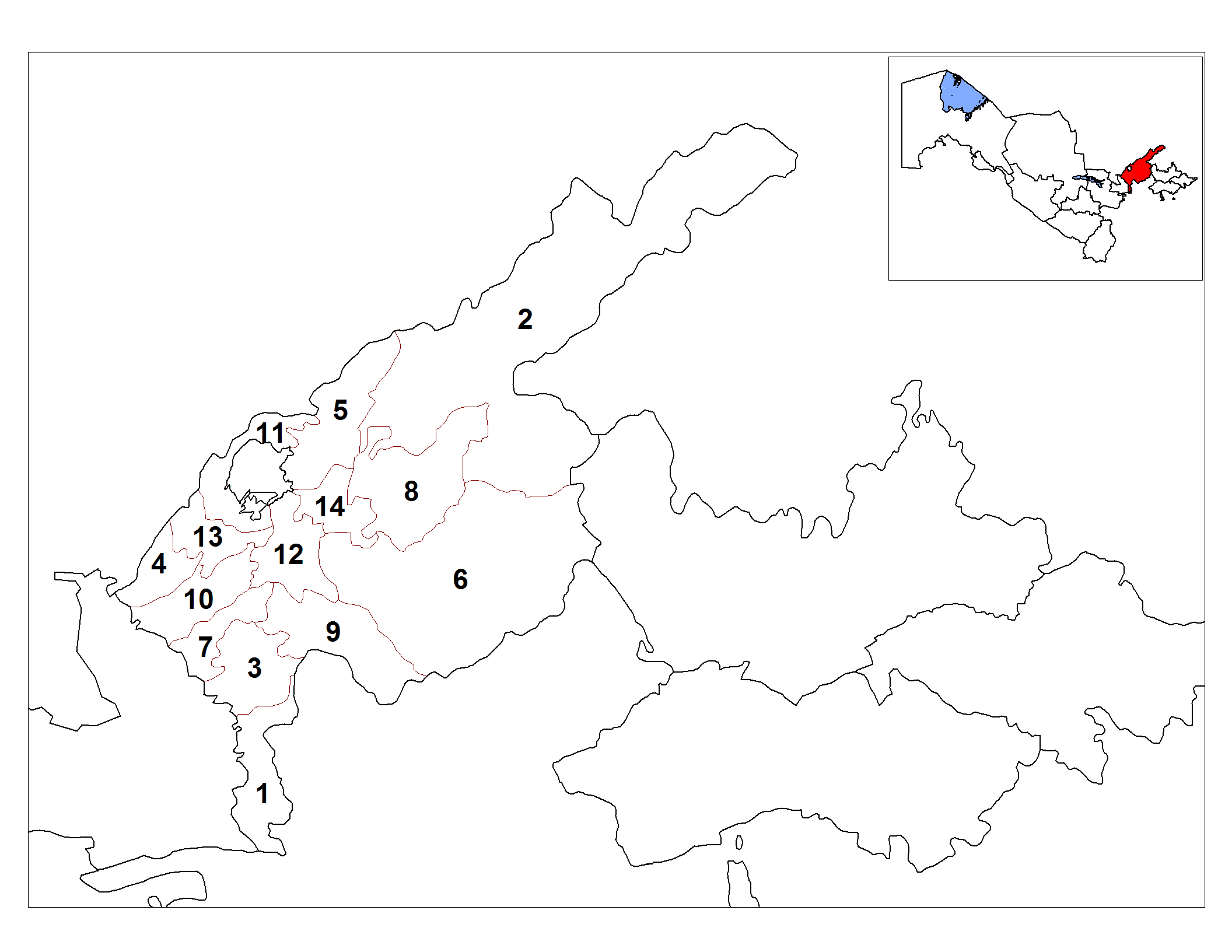
タシュケント州の地方行政区画

|    | 地区名             | ウズベク語表記 | 行政機関所在地 | ウズベク語表記 |
| -- | ------------------ | -------------- | -------------- | -------------- |
| 1  | ベカバード地区     | Bekabod        | ザファル       | Zafar          |
| 2  | ブスタンリク地区   | Boʻstonliq     | ガザルケント   | Gʻazalkent     |
| 3  | ブカ地区           | Boʻka          | ブカ           | Boʻka          |
| 4  | チナズ地区         | Chinoz         | チナズ         | Chinoz         |
| 5  | キブライ地区       | Qibray         | キブライ       | Qibray         |
| 6  | アハンガラン地区   | Ohangaron      | アハンガラン   | Ohangaron      |
| 7  | アックルガン地区   | Oqqoʻrgʻon     | アックルガン   | Oqqoʻrgʻon     |
| 8  | パルケント地区     | Parkent        | パルケント     | Parkent        |
| 9  | ピスケント地区     | Piskent        | ピスケント     | Piskent        |
| 10 | クイーチルチク地区 | Quyichirchiq   | ドゥスタバード | Do'stobod      |
| 11 | タシュケント地区   | Toshkent       | ケレス         | Keles          |
| 12 | ウルタチルチク地区 | Oʻrtachirchiq  | トイテパ       | Toʻytepa       |
| 13 | ヤンギユル地区     | Yangiyoʻl      | ヤンギユル     | Yangiyoʻl      |
| 14 | ユカリチルチク地区 | Yuqorichirchiq | ヤンギバザール | Yangibozor     |
| 15 | ザンギアタ地区     | Zangiota       | エシャングザル | Eshangʻuzor    |

## 主要都市
- チルチク Chirchiq
- アングレン Angren
- ベカバード Bekobod
- アルマリク Olmaliq
- ヤンギユル Yangiyoʻl
- パルケント Parkent
- アハンガラン Ohangaron
- ピスケント Piskent
- チナズ Chinoz